# MHL (2010/2011)
Sezon Młodzieżowej Hokejowej Ligi 2010/2011 – drugi sezon juniorskich rozgrywek MHL.

## Uczestnicy
W porównaniu do pierwszego sezonu MHL przed drugą edycją liczba uczestników wzrosła z 22 do 29. Ubyła drużyna MHK Dinamo Moskwa, a w wyniku powiązanej z tym reorganizacji klubowej dotychczasowa drużyna Szerif została przeniesiona z Bałaszychy do Tweru. Krylja Sowietow została przeniesiona do Dmitrowa. Dotychczasowy zespół Fieniks Woskriesiensk został zastąpiony przez Chemik z tego samego miasta.
Do rozgrywek w 2010 zostały przyjęte drużyny Amurskie Tigry Chabarowsk, Sieriebrianyje Lwy Petersburg, Biełyje Tigry Orenburg, Olimpija Kirowo-Czepieck, Gazowik Tiumeń, a ponadto dwie z Białorusi (Minskija Zubry i Junost' Mińsk), jedna z Łotwy (HK Rīga).
Dotychczasowy podział na dwie konferencje: Zachód (12 drużyn) i Wschód (10 drużyn), rozszerzono o utworzenie po dwóch dywizji w każdej z konferencji. W Konferencji Zachód (15 drużyn) zostały utworzone Dywizja Północny Zachód (8 drużyn) i Dywizja Centrum (7 drużyn), a w Konferencji Wschód (14 drużyn) zostały utworzone Dywizja Powołże (7 drużyn) i Dywizja Ural Syberia (7 drużyn).
| Dywizja                           | Drużyna                       | Miasto             | Trener                     | Klub nadrzędny (KHL / WHL / inne ligi) |                    |                    |                    |                    |                    |                    |                    |                    |                    |                    |
| Konferencja Zachód                | Konferencja Zachód            | Konferencja Zachód | Konferencja Zachód         | Konferencja Zachód                     | Konferencja Zachód | Konferencja Zachód | Konferencja Zachód | Konferencja Zachód | Konferencja Zachód | Konferencja Zachód | Konferencja Zachód | Konferencja Zachód | Konferencja Zachód | Konferencja Zachód |
| Dywizja Północny Zachód           |                               |                    |                            |                                        |                    |                    |                    |                    |                    |                    |                    |                    |                    |                    |
| --------------------------------- | ----------------------------- | ------------------ | -------------------------- | -------------------------------------- | ------------------ | ------------------ | ------------------ | ------------------ | ------------------ | ------------------ | ------------------ | ------------------ | ------------------ | ------------------ |
| Dywizja Północny Zachód           | Ałmaz Czerepowiec             | Czerepowiec        |                            | Siewierstal Czerepowiec                |                    |                    |                    |                    |                    |                    |                    |                    |                    |                    |
| Dywizja Północny Zachód           | MHK Chimik Woskriesiensk      | Woskriesiensk      |                            | Chimik Woskriesiensk                   |                    |                    |                    |                    |                    |                    |                    |                    |                    |                    |
| Dywizja Północny Zachód           | Junost' Mińsk                 | Mińsk              |                            | Junost' Mińsk                          |                    |                    |                    |                    |                    |                    |                    |                    |                    |                    |
| Dywizja Północny Zachód           | Łoko Jarosław                 | Jarosław           |                            | Łokomotiw Jarosław                     |                    |                    |                    |                    |                    |                    |                    |                    |                    |                    |
| Dywizja Północny Zachód           | Minskija Zubry                | Mińsk              |                            | Dinamo Mińsk                           |                    |                    |                    |                    |                    |                    |                    |                    |                    |                    |
| Dywizja Północny Zachód           | HK Rīga                       | Ryga               |                            | Dinamo Ryga                            |                    |                    |                    |                    |                    |                    |                    |                    |                    |                    |
| Dywizja Północny Zachód           | Sieriebrianyje Lwy Petersburg | Petersburg         |                            | –                                      |                    |                    |                    |                    |                    |                    |                    |                    |                    |                    |
| Dywizja Północny Zachód           | SKA-1946 Sankt Petersburg     | Petersburg         |                            | SKA Sankt Petersburg                   |                    |                    |                    |                    |                    |                    |                    |                    |                    |                    |
| Dywizja Centrum                   |                               |                    |                            |                                        |                    |                    |                    |                    |                    |                    |                    |                    |                    |                    |
| Amurskie Tigry Chabarowsk         | Chabarowsk                    |                    | Amur Chabarowsk            |                                        |                    |                    |                    |                    |                    |                    |                    |                    |                    |                    |
| Mytiszczinskie Atłanty            | Mytiszczi                     |                    | Atłant Mytiszczi           |                                        |                    |                    |                    |                    |                    |                    |                    |                    |                    |                    |
| Krasnaja Armija Moskwa            | Moskwa                        |                    | CSKA Moskwa                |                                        |                    |                    |                    |                    |                    |                    |                    |                    |                    |                    |
| Krylja Sowietow                   | Dmitrow                       |                    |                            |                                        |                    |                    |                    |                    |                    |                    |                    |                    |                    |                    |
| Russkie Witiazi Czechow           | Czechow                       |                    | Witiaź Czechow             |                                        |                    |                    |                    |                    |                    |                    |                    |                    |                    |                    |
| MHK Spartak Moskwa                | Moskwa                        |                    | Spartak Moskwa             |                                        |                    |                    |                    |                    |                    |                    |                    |                    |                    |                    |
| Szerif                            | Twer                          |                    |                            |                                        |                    |                    |                    |                    |                    |                    |                    |                    |                    |                    |
| Konferencja Wschód                |                               |                    |                            |                                        |                    |                    |                    |                    |                    |                    |                    |                    |                    |                    |
| Dywizja Powołże                   |                               |                    |                            |                                        |                    |                    |                    |                    |                    |                    |                    |                    |                    |                    |
| Bars Kazań                        | Kazań                         |                    | Ak Bars Kazań              |                                        |                    |                    |                    |                    |                    |                    |                    |                    |                    |                    |
| Biełyje Tigry Orenburg            | Orenburg                      |                    | HK Orienburżje             |                                        |                    |                    |                    |                    |                    |                    |                    |                    |                    |                    |
| Czajka Niżny Nowogród             | Niżny Nowogród                |                    | Torpedo Niżny Nowogród     |                                        |                    |                    |                    |                    |                    |                    |                    |                    |                    |                    |
| Ładja Togliatti                   | Togliatti                     |                    | Łada Togliatti             |                                        |                    |                    |                    |                    |                    |                    |                    |                    |                    |                    |
| Olimpija Kirowo-Czepieck          | Kirowo-Czepieck               |                    | –                          |                                        |                    |                    |                    |                    |                    |                    |                    |                    |                    |                    |
| Rieaktor Niżniekamsk              | Niżniekamsk                   |                    | Nieftiechimik Niżniekamsk  |                                        |                    |                    |                    |                    |                    |                    |                    |                    |                    |                    |
| Tołpar Ufa                        | Ufa                           |                    | Saławat Jułajew Ufa        |                                        |                    |                    |                    |                    |                    |                    |                    |                    |                    |                    |
| Dywizja Ural Syberia              |                               |                    |                            |                                        |                    |                    |                    |                    |                    |                    |                    |                    |                    |                    |
| Awto Jekaterynburg                | Jekaterynburg                 |                    | Awtomobilist Jekaterynburg |                                        |                    |                    |                    |                    |                    |                    |                    |                    |                    |                    |
| Biełyje Miedwiedi Czelabińsk      | Czelabińsk                    |                    | Traktor Czelabińsk         |                                        |                    |                    |                    |                    |                    |                    |                    |                    |                    |                    |
| Gazowik Tiumeń                    | Tiumeń                        |                    |                            |                                        |                    |                    |                    |                    |                    |                    |                    |                    |                    |                    |
| Kuznieckie Miedwiedi Nowokuźnieck | Nowokuźnieck                  |                    | Mietałłurg Nowokuźnieck    |                                        |                    |                    |                    |                    |                    |                    |                    |                    |                    |                    |
| Omskie Jastrieby                  | Omsk                          |                    | Awangard Omsk              |                                        |                    |                    |                    |                    |                    |                    |                    |                    |                    |                    |
| Sibirskie Snajpiery Nowosybirsk   | Nowosybirsk                   |                    | Sibir Nowosybirsk          |                                        |                    |                    |                    |                    |                    |                    |                    |                    |                    |                    |
| Stalnyje Lisy Magnitogorsk        | Magnitogorsk                  |                    | Mietałłurg Magnitogorsk    |                                        |                    |                    |                    |                    |                    |                    |                    |                    |                    |                    |

## Sezon zasadniczy
W sezonie zasadniczym triumfowali.
- Konferencja Zachód:
  - Dywizja Północny-Zachód (56 meczów) – Chimik Woskriesiensk: 107 pkt.
  - Dywizja Centrum (54 mecze) – Krasnaja Armija Moskwa: 97 pkt.
- Konferencja Wschód:
  - Dywizja Powołże (53 mecze) – Tołpar Ufa: 121 pkt. (najlepsza drużyna całej ligi)
  - Dywizja Ural-Syberia (53 mecze) – Stalnyje Lisy Magnitogorsk: 109 pkt.

## Faza play-off
Do fazy play-off awansowało po cztery pierwsze drużyny z każdej dywizji. W finale Krasnaja Armija Moskwa pokonała Kuznieckie Miedwiedi Nowokuźnieck w meczach 4:0, zdobywając Puchar Charłamowa. W rywalizacji o trzecie miejsce Tołpar Ufa pokonał MHK Chimik Woskriesiensk w meczach 2:0.

## Nagrody i wyróżnienia

### Zawodnicy miesięcy
W trakcie sezonu przyznawano nagrody indywidualne w trzech kategoriach odnośnie do pozycji zawodników (bramkarz, obrońca, napastnik) za czas poszczególnych miesięcy oraz etapów w fazie play-off.
| Miesiąc          | Bramkarz                             | Obrońca                              | Napastnik                           |
| ---------------- | ------------------------------------ | ------------------------------------ | ----------------------------------- |
| Wrzesień         | Rafael Chakimow (Tołpar)             | Aleksiej Marczenko (Krasnaja Armija) | Nikita Toczicki (SKA-1946)          |
| Październik      | Dienis Kowalow (Minskija Zubry)      | Jegor Jakowlew (Bars Kazań)          | Anton Burdasow (Biełyje Miedwiedi)  |
| Listopad         | Pawieł Szegało (Krylja Sowietow)     | Jegor Karp (Bars Kazań)              | Kiriłł Połozow (Tołpar)             |
| Grudzień         | Aleksandr Zaliwin (Szerif)           | Iwan Bojko (Awto)                    | Filipp Sawczenko (Awto)             |
| Styczeń          | Aleksandr Pasiecznik (Chimik)        | Mārtiņš Porejs (Ryga)                | Kiriłł Połozow (Tołpar)             |
| Luty             | Rafael Chakimow (Tołpar)             | Aleksandr Osipow (Amurskie Tigry)    | Władisław Kartajew (Tołpar)         |
| Marzec           | Rafael Chakimow (Tołpar)             | Jegor Jakowlew (Bars Kazań)          | Stanisław Boczarow (Bars Kazań)     |
| Kwiecień         | Dmitrij Wołoszyn (Stalnyje Lisy)     | Dmitrij Orłow (Kuznieckie Miedwiedi) | Maksim Kicyn (Kuznieckie Miedwiedi) |
| 1/8 finału       | Andriej Stielmach (Amurskie Tigry)   | Aleksiej Marczenko (Krasnaja Armija) | Nikita Gusiew (Krasnaja Armija)     |
| 1/4 finału       | Serhij Hajduczenko (Krasnaja Armija) | Igor Ożyganow (Krasnaja Armija)      | Siergiej Jemielin (Tołpar)          |
| 1/2 finału       | Serhij Hajduczenko (Krasnaja Armija) | Michaił Pasznin (Krasnaja Armija)    | Nikita Gusiew (Krasnaja Armija)     |
| Finał / o 3 msc. | Serhij Hajduczenko (Krasnaja Armija) | Michaił Grigorjew (Tołpar)           | Nikita Gusiew (Krasnaja Armija)     |

### Nagrody indywidualne
Po sezonie przyznano nagrody indywidualne, które otrzymali:
- Nagroda imienia Borisa Majorowa dla najlepszego strzelca: Siergiej Jemielin (Tołpar Ufa)
- Nagroda imienia Borisa Michajłowa dla najskuteczniejszego zawodnika: Kiriłł Połozow (Tołpar Ufa)
- Nagroda imienia Wiaczesława Fietisowa dla najlepszego obrońcy: Aleksiej Marczenko (Krasnaja Armija Moskwa)
- Nagroda imienia Witalija Dawydowa dla najwartościowszego zawodnika w play-off: Nikita Gusiew (Krasnaja Armija Moskwa)
- Nagroda imienia Władisława Trietjaka dla najlepszego bramkarza: Rafael Chakimow (Tołpar Ufa)
- Nagroda imienia Władimira Jurzinowa dla najlepszego trenera: Wiaczesław Bucajew (Krasnaja Armija Moskwa)